# Jörg Propst Rothenfelder

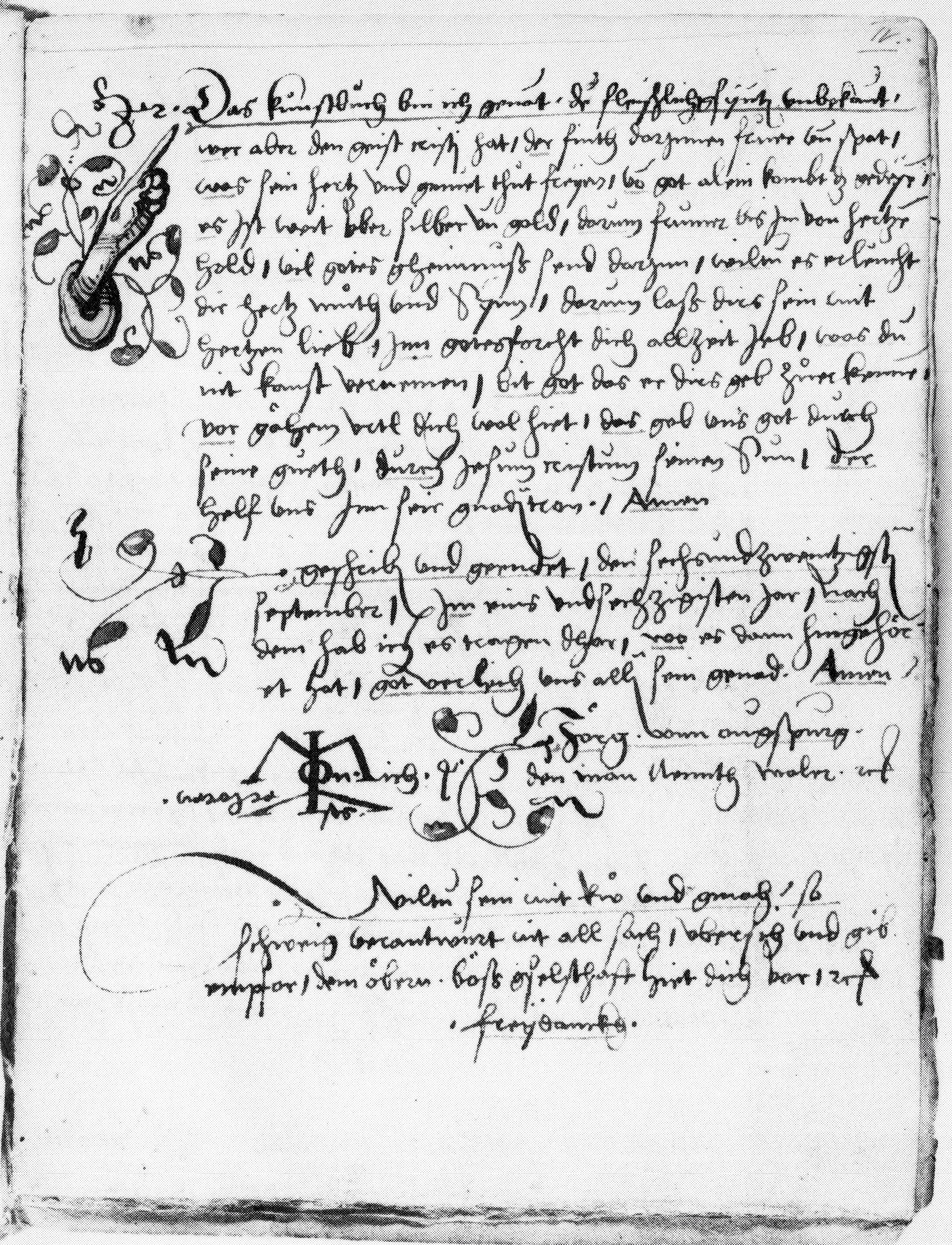
Titelblatt des Kunstbuches von Jörg Propst Rothenfelder

Jörg Propst Rothenfelder, auch Jörg Probst, Jörg Bropst, Jörg Brobst, Jörg Probst Rothenfelder, genannt Maler, Jörg Maler, Jörg von ougspurg, (* Anfang des 16. Jahrhunderts, wahrscheinlich bei Augsburg; † 2. Hälfte des 16. Jahrhunderts, vermutlich in St. Gallen) war ein Augsburger Kunstmaler und Anhänger der Täuferbewegung. Bekanntheit erlangte er durch seine Sammlung täuferischer Schriften, die er im sogenannten Kunstbuch zusammenstellte.

## Name
Aus den Unterlagen des Stadtarchivs Augsburg geht hervor, dass der eigentliche Name Rothenfelders Jörg Probst, auch Bropst oder Brobst geschrieben, lautet. Da es in Augsburg seinerzeit wohl mehrere Träger desselben Namens gab, wurde der besseren Identifikation wegen die geographische Herkunftsbezeichnung Rot(h)enfelder (in einigen Texten auch Rotennfelder und Rottennfelder) beigefügt. William Klassen vermutete, dass Rotenfeld die Bezeichnung einer Gemarkung in der Umgebung Augsburgs gewesen ist. Maler, Rothenfelders weiterer Beiname, weist auf seinen erlernten Beruf hin und wurde, nachdem er von Augsburg weggezogen war, zu seinem zweiten Namen. In manchen Veröffentlichungen der Täuferforschung wird er auch heute noch Jörg Maler genannt. Von Rothenfelder selbst verfasste Schriftstücke, die dem Kunstbuch beigefügt sind, tragen verschiedene Unterschriften. Viermal findet sich dort der Namenszug Jörg bropst Rotenfelder, den man nennth maler, einmal Jörg von ougspurg, den man nennth maler sowie ebenfalls einmal schlicht Jörg von ougspurg. Dort, wo an ihn oder über ihn geschrieben wurde, heißt es in den Schriften des Kunstbuches dreimal Jörg Maler und einmal Rotenfelder.

## Leben
Genauere Daten zur Herkunft und Kindheit Jörg Propst Rothenfelders sind unbekannt. Ein Eintrag im Zunftbuch der Augsburger Kunstmaler ist der bislang älteste Beleg zu seiner Biographie. Festgehalten wurde hier, dass Hans Knoder, kaiserlicher Hofmaler Maximilians I., den „knaben mit namen Jorg Brobst“ der Zunft vorgestellt und auch die dafür vorgesehene Gebühr bezahlt hat. Dasselbe Dokument bescheinigt für den 6. August 1525, dass „Jörg Probst Rottennfelder […] die halbe Zunft gekauft [habe] für 6 Gulden 12 Kreuzer […]“. Künstlerische Arbeiten sind jedoch nicht bekannt. Überliefert ist nur, dass Rothenfelder gelegentlich eines Augsburger Reichstages Ritterturniere im Bild festgehalten und dafür pro Arbeitswoche einen halben Gulden erhalten hat.
Im November 1526 wurde Jörg Propst Rothenfelder straffällig. Gemeinsam mit einem „berüchtigten Frauenheld“ hatte er nach einem Zechgelage eine Dienstmagd auf deren Heimweg belästigt und verfolgt. Nachdem diese in das Haus des Augsburger Hafnermeisters Egelhoffer geflohen war, hatte sich Rothenfelder dort gewaltsam Zugang verschafft und gegen die Magd blankgezogen, ihr aber wohl keine ernsthaften Verletzungen zugefügt. Am darauffolgenden Tag wurde er aufgrund des Vorfalls inhaftiert und gut eine Woche später durch richterlichen Urteilsspruch aus Augsburg ausgewiesen, es sei denn, „er zahle einen Ofenstein [eine Kachel] an der Stadt Bau“.
Im Frühjahr 1532 ließ Jörg Propst Rothenfelder sich vom Goldschmied Sebolt Feuchter taufen. Feuchter war erst Ende 1531 nach Augsburg zugezogen und Anfang 1532 zum Vorsteher der dortigen Täufergemeinde gewählt worden. Zu diesem Zeitpunkt hatte die täuferische Bewegung in der Reichsstadt ihren Höhepunkt bereits überschritten. Der Entschluss, sich der kleinen Täufergemeinde anzuschließen, muss Rothenfelder nicht leichtgefallen sein. Man hatte ihm angeboten, eine der vakanten evangelischen Predigerstellen in Augsburg zu übernehmen. In einer zeitgenössischen Tagebuchaufzeichnung heißt es: „Er war so berühmt im Wort, dass er beinahe zum Pastor gewählt wurde. Schließlich wurde seine Wiedertäuferei bekannt.“

## Kunstbuch
Das von Rothenfelder kompilierte Kunstbuch, das bei Forschungsarbeiten in der Burgerbibliothek Bern von Heinold Fast und J. F. Gerhard Goeters 1955 entdeckt worden ist, enthält eine Sammlung von 42 täuferischen Schriften, darunter Sendschreiben an Gemeinden und Einzelne sowie Gemeindeordnungen und Bekenntnisse. Acht Schriften stammen von der Hand Pilgram Marbecks. Weitere Verfasser sind vor allem führende Persönlichkeiten aus dem nach Marbeck benannten Kreis. 2007 wurde der Fund in kommentierter Form und mit einem textkritischen Apparat versehen als Band XVII in der Reihe Quellen zur Geschichte der Täufer veröffentlicht.

## Schriften (Auswahl)
Im erwähnten Kunstbuch finden sich folgende Schriften, die aus Rothenfelders Feder stammen:
- Rechenschafft des glaubens im 1547. jar, Appenzell 1547[14]
- Epistel Jörg Malers an Ulrichen Egenmann, schaffnern zun Armen Lüten vor Constntz, am 13. tag Octobris im jar 1552, St. Gallen, 15. Oktober 1552[15]
- Ein bekantnuß des glaubens im jar 1554, 1554[16]
- Das Kunstbuch bin ich genannt (Titelseite des Kunstbuches; verfasst am 26. September 1561)[17]